# Vladimír Stoje
Vladimír Stoje (14. září 1922 Kladno – 1. května 1989 Česká Lípa) byl český a československý elektrotechnik, manažer, politik KSČ a KSS, v letech 1960 až 1964 poslanec Slovenské národní rady.

## Život a kariéra
Narodil se 14. září 1922 v Kladně do úřednické rodiny. V roce 1943 vystudoval elektrotechnickou průmyslovou školu. Pracoval jako technik, konstruktér, následně se stal náměstkem ředitele elektrotechnického podniku. V období po druhé světové válce působil především na Slovensku. Na začátku 60. let získal inženýrský titul na Vysoké škole ekonomické v Praze.
Od roku 1957 pracoval jako ředitel výrobního podniku Tesla v Nižné, kde byl také předsedou celozávodního výboru KSS. V roce 1957 byl také zvolen členem okresního výboru KSS Dolný Kubín, kde po jisté období působil i v předsednictvu. Byl členem Slovenské plánovací komise, předchůdce Ministerstva plánování Slovenské socialistické republiky. V roce 1964 kandidoval na člena krajského národního výboru Středoslovenského kraje. Vladimír Stoje se v pozici podnikového ředitele Oravské Tesly snažil inovovat výrobu a měnit obraz podniku novým marketingovým pojetím. V 60. letech spolupracoval se slovenským spisovatelem Jánem Johanidesem, kterého najal do pozice tzv. marketingového kronikáře v podnikovém tisku. Fabrika na televizory Tesla a další elektrotechnické výrobky v regionu ekonomicky méně rozvinuté Oravy se stala fenoménem ekonomického rozvoje severního Slovenska. Vladimír Stoje byl oblíbený mezi pracovníky a hovořil dokonalou slovenštinou, díky čemuž byl také připodobňován k Ivanu Hálkovi.

## Po roce 1968
Po invazi vojsk Varšavské smlouvy se v srpnu 1968 zasloužil o vznik ilegálního rozhlasového vysílače Severní Slovensko 2 na Oravě, za což byl v lednu 1969 funkcionáři strany odvolán ze všech funkcí. Musel se vrátit zpět do Prahy a byl mu doživotně zakázán vstup do slovenského okresu Dolný Kubín. Na jeho oblíbenou Oravu se však i nadále tajně vracel. Poté pracoval v akademickém prostředí jako elektrotechnický prognostik. Vladimír Stoje zemřel v důsledku nádorového onemocnění 1. května 1989 v České Lípě.

## Odraz v kultuře
V roce 1980 vydal slovenský spisovatel Ľubomír Feldek román Van Stiphout, který pojednává o jeho pracovním životě a realitě reálného socialismu v podniku Oravské Tesly, pod manažerským vedením Vladimíra Stojeho.